# Matteo Martari
Matteo Martari (Verona, 12 dicembre 1983) è un attore italiano.

## Biografia
Matteo Martari è nato a Verona il 12 dicembre 1983.
Si diploma alla scuola alberghiera e lavora per cinque anni in una panetteria. A 21 anni si trasferisce a Milano e inizia a lavorare come modello per alcune importanti case di moda: Prada, Moschino, Mash, Franklin & Marshall, Woolrich e Diesel. La passione per la recitazione, tuttavia, non si affievolisce e lo porta a frequentare la Scuola di teatro Quelli di Grock a Milano. Nel 2012 esordisce a teatro recitando nell'opera teatrale Un angelo è sceso a Babilonia, per la regia di Fernanda Calati. L'anno seguente è di nuovo in scena con lo spettacolo teatrale Yerma di Maurizio Salvalalio. Finita la scuola, si trasferisce a Roma.
Nel 2014 esordisce come attore nella web serie Under The Series, tratta dal libro di Giulia Gubellini per la regia di Ivan Silvestrini con Gianmarco Tognazzi, Giorgio Colangeli e Valentina Bellè. A settembre la web serie viene presentata al Roma Web Fest ottenendo 7 riconoscimenti.
Nel 2015 esordisce al cinema, nel ruolo di Guido, nella commedia La felicità è un sistema complesso, regia di Gianni Zanasi. Nello stesso anno entra nel cast principale della serie TV Non Uccidere, nel ruolo del poliziotto Andrea Russo, ruolo che riprenderà nel 2017 nella 2ª stagione della serie.
Nel 2016 è protagonista della miniserie TV di Rai 1 Luisa Spagnoli per la regia di Lodovico Gasparini, nel ruolo di Giovanni Buitoni. Sempre nel 2016 recita nella serie televisiva Hundred to Go, andata in onda su Fox.
Nel 2017 è protagonista di due serie TV per Rai 1: Un passo dal cielo 4, nel ruolo di Albert Kroess detto "il Maestro" e Sotto copertura 2 - La cattura di Zagaria, nel ruolo del vicequestore Francesco Visentin per la regia di Giulio Manfredonia. Sempre nel 2017 torna sul grande schermo con due film. È protagonista con Matilde Gioli del film 2night per la regia di Ivan Silvestrini e recita nel film Il mio Godard (Le redoutable) per la regia di Michel Hazanavicius.
Nel 2018 interpreta Luigi Tenco nel film TV Fabrizio De André - Principe libero per la regia di Luca Facchini. Sempre su Rai 1 è nel cast della 2ª stagione de I bastardi di Pizzofalcone, nel ruolo del magistrato Diego Buffardi, per la regia di Alessandro D'Alatri. Nell'autunno dello stesso anno, fa parte del cast principale della 2ª stagione della serie I Medici, dove interpreta il banchiere fiorentino Francesco de' Pazzi.
Nel 2019 è co-protagonista della serie TV di Canale 5 Non mentire, per la regia di Gianluca Maria Tavarelli, e su Rai 1 nella 5ª stagione di Un passo dal cielo, sempre nel ruolo di Albert Kroess. Sempre nel 2019 torna sul grande schermo, recitando nel film La dea fortuna del regista Ferzan Özpetek.
Nel 2020 è co-protagonista con Cristiana Capotondi nella miniserie di Rai 1 Bella da morire per la regia di Andrea Molaioli, dove interpreta l'ispettore Marco Corvi. A novembre dello stesso anno è protagonista della serie crime, trasmessa da Rai 2, L'Alligatore, diretta da Daniele Vicari ed Emanuele Scaringi. Ha interpretato il ruolo del protagonista Marco Buratti. 
A giugno 2021 è uno dei protagonisti del film Il giorno e la notte, per la regia di Daniele Vicari, esperimento di cinema a distanza girato in lavoro agile durante il lockdown (primavera 2020) che ha visto 8 attori recitare dalle proprie case seguiti in remoto dal regista. A settembre dello stesso anno, su Rai 1, riveste nuovamente i panni del magistrato antimafia Diego Buffardi,  nella 3ª stagione de I bastardi di Pizzofalcone per la regia di Monica Vullo. A ottobre su Rai 1 è tra i protagonisti della serie TV Cuori, per la regia di Riccardo Donna.
Nel 2022 è impegnato in due film, uno per Netflix e l'altro per Sky: il primo è Quattro metà, per la regia di Alessio Maria Federici, mentre il secondo è il film (Im)perfetti criminali, per la regia di Alessio Maria Federici, in cui interpreta il ruolo di Gino Vianello.
Nei primi mesi del 2022 a Bolzano gira la serie TV Brennero, per la regia di Davide Marengo e Giuseppe Bonito, che andrà in onda solo nel 2024.
Nel 2023 è nel cast del film Le ragazze non piangono, per la regia di Andrea Zuliani, nel ruolo di Lele. 
A ottobre 2023 su Rai 1 è tra i protagonisti della 2ª stagione di Cuori , sempre per la regia di Riccardo Donna. A dicembre 2023 è tra i protagonisti del thriller poliziesco tutto ticinese Alter Ego, per la regia di Erik Bernasconi e Robert Ralston. Sempre a dicembre lo è nel cast della 2ª stagione di Odio il Natale, per la regia di Laura Chiossone. 
Tra settembre e dicembre 2023 ha girato per la Rai Libera, per la regia di Gianluca Mazzella. Contemporaneamente ha iniziato a girare, sempre per la Rai, la serie Prima di Noi, per la regia di Daniele Luchetti e Valia Santella.

## Filmografia

### Cinema
- La felicità è un sistema complesso, regia di Gianni Zanasi (2015)
- 2night, regia di Ivan Silvestrini (2017)
- Il mio Godard (Le redoutable), regia di Michel Hazanavicius (2017)
- Fabrizio De André - Principe libero, regia di Luca Facchini (2018)
- La dea fortuna, regia di Ferzan Özpetek (2019)
- Il giorno e la notte, regia di Daniele Vicari (2021)
- Quattro metà, regia di Alessio Maria Federici - film Netflix (2022)
- (Im)perfetti criminali, regia di Alessio Maria Federici (2022)
- Le ragazze non piangono, regia di Andrea Zuliani (2023)

### Televisione
- Non uccidere – serie TV, 36 episodi (2015-2018)
- Hundred to Go, regia di Nicola Prosatore – miniserie TV, 5 episodi (2016)
- Luisa Spagnoli, regia di Lodovico Gasparini – miniserie TV (2016)
- Un passo dal cielo – serie TV, 18 episodi (2017)
- Sotto copertura – serie TV, 8 episodi (2017)
- I Medici - Lorenzo il Magnifico (Medici: The Magnificent) – serie TV, 8 episodi (2018)
- I bastardi di Pizzofalcone  – serie TV, 7 episodi (2018-2021)
- Non mentire – serie TV, 6 episodi (2019)
- Bella da morire – serie TV, 8 episodi (2020)
- L'Alligatore – serie TV, 8 episodi (2020)
- Cuori  – serie TV, 28 episodi (2021-in corso)
- Alter Ego – serie TV, 6 episodi (2023)
- Odio il Natale – serie TV, episodio 2x02 (2023)
- Brennero  – serie TV (2024)
- Libera – serie TV (2024)
- Prima di Noi – serie TV (2024)
- Maschi veri – serie TV (2025)

### Serie web
- Under - The Series, regia di Ivan Silvestrini (2014)

### Cortometraggi
- Modalità arbitraria, regia di Michele Giamundo, Massimo Trognoni (2015)

## Teatro
- Un angelo è sceso a Babilonia, regia F. Calati (2012)
- Yerma, regia M. Salvalalio (2013)

## Videoclip
- Dobbiamo fare luce di Gianni Morandi (2017)[43]
- Apnea di Emma (2024)[44]

## Audiolibri
- Camere separate di Pier Vittorio Tondelli  (2022) [45]

## Riconoscimenti
- Figari Film Fest
  - 2021 – Premio Beatrice Bracco al miglior attore rivelazione per L'Alligatore[46]
- Candidatura al Cinema Veneto “LEONE DI VETRO” come miglior attore protagonista per L'Alligatore